# His Name Is Alive
His Name Is Alive est un groupe de rock expérimental américain, originaire de Livonia, dans le Michigan. Après avoir sorti quelques cassettes auto-produites, le groupe débute sur le label 4AD en 1990. His Name Is Alive a accueilli une grande variété de musiciens et de chanteurs mais seul Warren Defever est présent depuis le début.

## Biographie
Defever commence à enregistrer en 1985, pendant sa période lycéenne. Après avoir auto-produit une cassette audio, Defever l'envoie à 4AD dans l'espoir de signer au label. Le président Ivo Watts-Russell l'ayant rejeté, Defever continue de lui envoyer des cassettes avec plusieurs versions améliorées. Ivo signe finalement le groupe en 1989, S'ensuit un premier album studio intitulé Livonia, publié en été 1990. Un deuxième album, composé de chansons issues du home studio de Defever, est publié, puis remixé en Angleterre par Ivo et Fryer, sous le titre Home Is In Your Head, en 1991.
En 1993, HNIA publie Mouth by Mouth, leur troisième album chez 4AD, puis embarque dans une tournée nord-américaine avec Defever à la guitare, Karin Oliver au chant, puis Trey Many à la batterie. Defever met ensuite le groupe en pause afin de se consacrer à d'autres projets parallèles. Une fois le groupe recomposé, il continue de s'associer avec Karin Oliver et Trey Many sur un nouvel album, intitulé Stars on ESP, qui est un véritable succès pour le groupe. L'année 1998 assiste à un grand changement pour 4AD et HNIA, Ivo ayant cédé le label à Beggars Banquet Records. Le groupe signe alors un contrat plus traditionnel avec le label, dans lequel ils doivent respecter les chiffres de vente attendus. Ft. Lake, leur nouvel album, n'atteint pas les chiffres escomptés. Désormais composé de Defever et Lovetta Pippen (une chanteuse soul et gospel), le duo publie deux albums soul et RnB en 2001 et 2002.
En mai 2010, His Name is Alive publie son onzième album, The Eclipse. En mai 2011, His Name is Alive embarque pour une série de concerts spéciaux pour célébrer leur vingt ans d'existence. Defever explique que 2011 marque le 20e anniversaire du groupe même si le tout premier album date de 1990.

## Discographie

### Albums studio
- 1990 : Livonia
- 1991 : Home Is in Your Head
- 1993 : Mouth by Mouth
- 1996 : Stars on E.S.P.
- 1998 : Ft. Lake
- 2001 : Someday My Blues Will Cover the Earth
- 2002 : Last Night
- 2006 : Detrola
- 2007 : XMMER
- 2007 : Sweet Earth Flower
- 2010 : The Eclipse
- 2012 : Silver Family
- 2012 : Silver Dragon
- 2014 : Tecuciztecatl
- 2016 : Patterns of Light